# Andricus quercuspetioli
Andricus quercuspetioli is een vliesvleugelig insect uit de familie van de echte galwespen (Cynipidae). De wetenschappelijke naam is gepubliceerd in 1758 door Linnaeus.